# Kniha roku Lidových novin 2022
Kniha roku Lidových novin 2022 je 32. ročník od obnovení ankety Lidových novin o nejzajímavější knihu roku. Do ankety jsou také započítány hlasy pro knihy vydané koncem roku 2021. Lidové noviny oslovily kolem 400 respondentů, hlasovalo jich 163. Uzávěrka byla 4. prosince 2022, výsledky vyšly ve speciální příloze novin v sobotu 10. prosince 2022.
V anketě zvítězil román Kateřiny Tučkové Bílá Voda vydaný nakladatelstvím Host.

## Výsledky
1. Kateřina Tučková: Bílá Voda – 23 hlasů
2. Thomas Stearns Eliot: Pustá země – 10 hlasů
3. Karin Lednická: Životice – 9 hlasů
4.–6. Martin Rychlík: Dějiny lidí – 7 hlasů
4.–6. Ladislav Klíma: Sebrané spisy V. - „Bel“letrie – 7 hlasů
4.–6. Karel Teige: Deníky 1912 – 1925 – 7 hlasů
7.–11. Andrea Procházková, Petr Pithart: Podnik s nejistým koncem – 6 hlasů
7.–11. Kazuo Ishiguro: Klára a Slunce – 6 hlasů
7.–11. Miloš Doležal: Jana bude brzy sbírat lipový květ – 6 hlasů
7.–11. Miloš Doležal: 1945: Léto běsů: Dokumentární povídky z jara, léta a podzimu 1945 – 6 hlasů
7.–11. Petra Dvořáková: Zahrada – 6 hlasů